# Шевцов, Владимир Семёнович
Владимир Семёнович Шевцов — советский хозяйственный, государственный и политический деятель.

## Биография
Родился в 1929 году в Одессе. Член КПСС.
С 1944 года — на хозяйственной, общественной и политической работе. В 1944—1990 гг. — слесарь, сменный мастер, заместитель начальника сборочного цеха, начальник сборочного цеха Новочеркасского паровозоремонтного завода, председатель заводского комитета профсоюза, заместитель директора по производству ВЭлНИИ, заместитель директора НЭВЗ по быту, заместитель председателя Новочеркасского горисполкома, директор завода «Нефтемаш», первый секретарь Промышленного РК КПСС, первый секретарь Новочеркасского горкома КПСС, председатель Ростовского областного комитета народного контроля.
Делегат XXV съезда КПСС.
Жил в Ростове-на-Дону.